# Temporada 1995-96 de los Philadelphia 76ers
La temporada 1995-96 fue la cuadragésimo séptima de los Philadelphia 76ers en la NBA, y la trigésimo tercera en Filadelfia, Pensilvania, tras haber jugado hasta entonces en Syracuse bajo el nombre de Syracuse Nationals. La temporada regular acabó con 18 victorias y 64 derrotas, ocupando el decimoquinto y último puesto de la conferencia Este, no logrando clasificarse para los playoffs.

## Elecciones en elDraft
| Ronda | Puesto | Jugador          | Posición | Nacionalidad   | Universidad    |
| ----- | ------ | ---------------- | -------- | -------------- | -------------- |
| 1     | 3      | Jerry Stackhouse | Escolta  | Estados Unidos | North Carolina |

## Temporada regular
| División Atlántico | División Atlántico | División Atlántico | División Atlántico | División Atlántico | División Atlántico | División Atlántico | División Atlántico | División Atlántico |
| Equipo             | G                  | P                  | %                  | PD                 | Casa               | Fuera              | Div                |                    |
| ------------------ | ------------------ | ------------------ | ------------------ | ------------------ | ------------------ | ------------------ | ------------------ | ------------------ |
| y-Orlando Magic    | 60                 | 22                 | .732               | –                  | 37–4               | 23–18              | 21–3               |                    |
| x-New York Knicks  | 47                 | 35                 | .573               | 13                 | 26–15              | 21–20              | 16–8               |                    |
| x-Miami Heat       | 42                 | 40                 | .512               | 18                 | 26–15              | 16–25              | 13–12              |                    |
| Washington Bullets | 39                 | 43                 | .476               | 21                 | 25–16              | 14–27              | 10–14              |                    |
| Boston Celtics     | 33                 | 49                 | .402               | 27                 | 18–23              | 15–26              | 12–12              |                    |
| New Jersey Nets    | 30                 | 52                 | .366               | 30                 | 20–21              | 10–31              | 8–17               |                    |
| Philadelphia 76ers | 18                 | 64                 | .220               | 42                 | 11–30              | 7–34               | 5–19               |                    |

## Estadísticas

### Temporada regular
| Rk | Jugador               | Edad | P  | PT | MP   | TC  | TCI  | %TC  | T3  | T3I | %T3   | TL  | TLI | %TL  | RO  | RD  | RT  | AS  | RB  | TAP | BP  | FP  | PTS  |
| -- | --------------------- | ---- | -- | -- | ---- | --- | ---- | ---- | --- | --- | ----- | --- | --- | ---- | --- | --- | --- | --- | --- | --- | --- | --- | ---- |
| 1  | Clarence Weatherspoon | 25   | 78 | 75 | 39.7 | 6.3 | 13.0 | .484 | 0.0 | 0.0 | .000  | 4.1 | 5.5 | .746 | 3.0 | 6.6 | 9.7 | 2.0 | 1.4 | 1.4 | 2.3 | 2.7 | 16.7 |
| 2  | Jerry Stackhouse      | 21   | 72 | 71 | 37.5 | 6.3 | 15.2 | .414 | 1.3 | 4.1 | .318  | 5.4 | 7.2 | .747 | 1.3 | 2.4 | 3.7 | 3.9 | 1.1 | 1.1 | 3.5 | 2.5 | 19.2 |
| 3  | Vernon Maxwell        | 30   | 75 | 57 | 32.9 | 5.5 | 14.0 | .390 | 1.9 | 6.1 | .317  | 3.3 | 4.4 | .756 | 0.5 | 2.5 | 3.1 | 4.4 | 1.3 | 0.2 | 2.9 | 2.4 | 16.2 |
| 4  | Shawn Bradley         | 23   | 12 | 11 | 27.8 | 3.6 | 8.1  | .443 | 0.0 | 0.0 |       | 1.6 | 2.1 | .760 | 2.8 | 6.0 | 8.8 | 0.7 | 0.7 | 3.2 | 2.6 | 3.5 | 8.8  |
| 5  | Tony Massenburg       | 28   | 30 | 8  | 26.8 | 3.8 | 7.9  | .483 | 0.0 | 0.1 | .000  | 2.3 | 3.1 | .739 | 2.5 | 3.7 | 6.2 | 0.4 | 0.5 | 0.4 | 1.3 | 2.4 | 9.9  |
| 6  | Derrick Coleman       | 28   | 11 | 11 | 26.7 | 4.4 | 10.7 | .407 | 0.6 | 1.9 | .333  | 1.8 | 2.9 | .625 | 1.2 | 5.4 | 6.5 | 2.8 | 0.4 | 0.9 | 2.5 | 2.7 | 11.2 |
| 7  | Greg Grant            | 29   | 11 | 2  | 25.5 | 1.6 | 4.4  | .375 | 0.4 | 1.6 | .222  | 0.5 | 0.5 | .833 | 0.3 | 1.6 | 1.9 | 5.5 | 1.1 | 0.2 | 1.4 | 2.5 | 4.1  |
| 8  | Trevor Ruffin         | 25   | 61 | 23 | 25.4 | 4.3 | 10.6 | .406 | 1.7 | 4.7 | .366  | 2.4 | 3.0 | .813 | 0.3 | 1.8 | 2.2 | 4.4 | 0.7 | 0.0 | 2.4 | 2.2 | 12.8 |
| 9  | Ed Pinckney           | 32   | 27 | 23 | 25.1 | 2.0 | 3.8  | .529 | 0.0 | 0.0 |       | 1.6 | 2.0 | .764 | 2.7 | 3.8 | 6.5 | 0.8 | 1.2 | 0.4 | 0.9 | 2.0 | 5.6  |
| 10 | Sharone Wright        | 23   | 46 | 32 | 24.7 | 4.0 | 8.3  | .477 | 0.0 | 0.0 |       | 2.5 | 4.0 | .629 | 2.7 | 3.8 | 6.5 | 0.6 | 0.5 | 0.8 | 1.8 | 2.7 | 10.5 |
| 11 | Scott Skiles          | 31   | 10 | 9  | 23.6 | 2.0 | 5.7  | .351 | 1.5 | 3.4 | .441  | 0.8 | 1.0 | .800 | 0.1 | 1.5 | 1.6 | 3.8 | 0.7 | 0.0 | 1.6 | 2.1 | 6.3  |
| 12 | Derrick Alston        | 23   | 73 | 41 | 22.1 | 2.7 | 5.3  | .512 | 0.0 | 0.0 | .333  | 0.8 | 1.5 | .491 | 1.7 | 2.4 | 4.1 | 0.8 | 0.8 | 0.7 | 0.8 | 2.6 | 6.2  |
| 13 | Sean Higgins          | 27   | 44 | 4  | 20.8 | 3.0 | 7.3  | .415 | 1.1 | 2.9 | .372  | 0.8 | 0.8 | .946 | 0.5 | 1.6 | 2.1 | 1.3 | 0.5 | 0.3 | 1.1 | 2.0 | 8.0  |
| 14 | Richard Dumas         | 26   | 39 | 14 | 18.9 | 2.4 | 5.2  | .468 | 0.1 | 0.2 | .222  | 1.3 | 1.8 | .700 | 1.1 | 1.5 | 2.5 | 1.1 | 1.1 | 0.2 | 1.3 | 2.0 | 6.2  |
| 15 | Mike Brown            | 32   | 9  | 1  | 18.0 | 1.0 | 1.8  | .563 | 0.0 | 0.0 |       | 0.9 | 1.9 | .471 | 1.6 | 2.6 | 4.1 | 0.3 | 0.3 | 0.2 | 0.7 | 2.7 | 2.9  |
| 16 | LaSalle Thompson      | 34   | 44 | 11 | 17.6 | 0.8 | 1.9  | .398 | 0.0 | 0.0 |       | 0.4 | 0.5 | .792 | 1.4 | 3.1 | 4.5 | 0.6 | 0.4 | 0.5 | 0.8 | 2.8 | 1.9  |
| 17 | Jeff Malone           | 34   | 25 | 3  | 16.3 | 2.5 | 6.4  | .394 | 0.2 | 0.6 | .313  | 1.0 | 1.0 | .923 | 0.3 | 1.0 | 1.3 | 0.8 | 0.5 | 0.0 | 0.8 | 0.8 | 6.2  |
| 18 | Greg Graham           | 25   | 8  | 3  | 16.0 | 2.1 | 4.0  | .531 | 0.9 | 1.8 | .500  | 1.9 | 2.1 | .882 | 0.6 | 1.3 | 1.9 | 1.4 | 0.6 | 0.0 | 2.1 | 2.0 | 7.0  |
| 19 | Rex Walters           | 25   | 33 | 8  | 15.8 | 1.5 | 3.5  | .426 | 0.6 | 1.6 | .352  | 1.1 | 1.4 | .783 | 0.3 | 1.1 | 1.5 | 2.9 | 0.7 | 0.1 | 1.0 | 1.5 | 4.6  |
| 20 | Greg Sutton           | 28   | 30 | 2  | 15.5 | 2.2 | 5.6  | .389 | 1.3 | 3.2 | .417  | 0.7 | 0.9 | .741 | 0.1 | 1.0 | 1.2 | 2.1 | 0.6 | 0.1 | 1.5 | 1.9 | 6.3  |
| 21 | Scott Williams        | 27   | 13 | 1  | 14.8 | 1.2 | 2.2  | .517 | 0.0 | 0.2 | .000  | 0.8 | 0.9 | .833 | 1.0 | 2.5 | 3.5 | 0.4 | 0.5 | 0.5 | 0.6 | 2.1 | 3.1  |
| 22 | Trevor Wilson         | 27   | 6  | 0  | 13.2 | 1.7 | 3.3  | .500 | 0.0 | 0.0 |       | 0.5 | 0.7 | .750 | 1.2 | 1.2 | 2.3 | 0.7 | 0.5 | 0.0 | 0.2 | 1.5 | 3.8  |
| 23 | Tim Perry             | 30   | 8  | 0  | 10.9 | 1.0 | 2.3  | .444 | 0.1 | 0.1 | 1.000 | 0.3 | 0.4 | .667 | 0.8 | 0.9 | 1.6 | 0.3 | 0.3 | 0.4 | 0.4 | 0.6 | 2.4  |
| 24 | Elmer Bennett         | 25   | 8  | 0  | 8.3  | 0.5 | 2.1  | .235 | 0.0 | 0.0 |       | 0.4 | 0.5 | .750 | 0.1 | 0.5 | 0.6 | 1.0 | 0.1 | 0.1 | 0.9 | 0.8 | 1.4  |

## Galardones y récords
| Jugador          | Galardón                            |
| Jerry Stackhouse | Mejor quinteto de rookies de la NBA |